# Buick Velite 7
Le Buick Velite 7 est un crossover sous-compact électrique. Il est exclusivement vendu en Chine. Le Velite 7 est similaire au Chevrolet Bolt, utilisant la même plate-forme BEV2, mais il est légèrement plus grand.

## Introduction

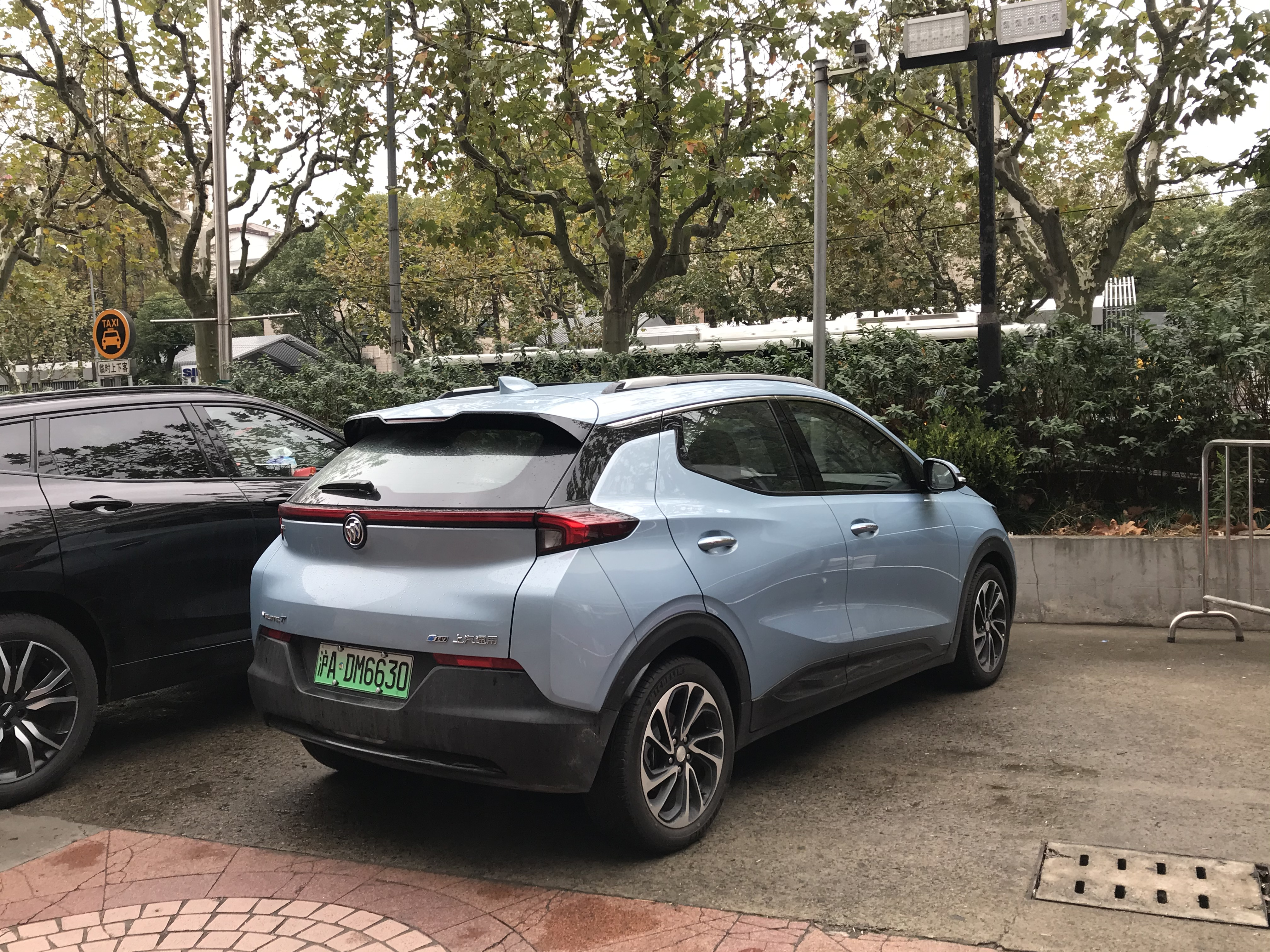
Buick Velite 7 arrière

Le Velite 7 a été lancé en juillet 2020, aux côtés d'une nouvelle version PHEV de la familiale Buick Velite 6.
Une voiture ressemblant au Buick Velite 7 est apparue pour la première fois dans un document de 2017 décrivant les futurs projets de véhicules électriques de GM. Cependant, l'image a rapidement été remplacée par un véhicule couvert. Le même véhicule serait également une variante à venir du Chevrolet Bolt appelée «Bolt EUV».

## Fonctionnalités
Le Buick Velite 7 est disponible en deux variantes. Il dispose de deux modes de conduite (standard et sport) et de deux modes de recyclage d'énergie: Regen on Demand et One Pedal Driving.
Le Velite 7 dispose d'une batterie d'une capacité de 55,6 kWh et d'une autonomie allant jusqu'à 500 km. Il génère un couple allant jusqu'à 130 kW (177 ch) et 360 N m.